# Rebecka Liljeberg
Rebecka Månstråle Liljeberg (Turinge, 13 maggio 1981) è un'attrice svedese.

## Biografia
La madre di Rebecka era relativamente giovane quando Rebecka nacque e i suoi genitori divorziarono quando aveva solo 2 anni. All'età di 9 anni, nel 1991, Rebecka inizia la sua carriera quando ottiene un ruolo nella serie TV Sunes jul. Tra il 1991 e il 1997 inizia una piccola carriera nell'ambito teatrale, conclusasi nel 1997 quando partecipa al film Närkontakt, ma il suo vero successo che la lancia nel mondo del cinema internazionale è il film di successo a tematica omosessuale Fucking Åmål - Il coraggio di amare, nel 1998 che le vale, insieme all'altra protagonista Alexandra Dahlström, il premio Guldbagge Award come miglior attrice protagonista.
Per un periodo lascia gli studi, che però riprende dopo il film Sherdil. Nel 2002 ottiene un buon successo con il film Il bacio dell'orso (Bear's Kiss). Rebecka ha anche prestato la propria voce per una comparsa nel film T-Rex: Back to the Cretaceous. La carriera cinematografica della Liljeberg si è "conclusa" nel 2002: l'attrice, dopo il film Il bacio dell'orso, ha chiaramente fatto affermato che il cinema non è più il suo obiettivo primario, anche se ha espresso il desiderio di lavorare ancora con il regista Lukas Moodysson.

## Vita privata
Attualmente vive a Stoccolma con il partner Alexander Skepp; è madre di tre figli: Harry Theodor (giugno 2002), Vera (gennaio 2005) e Kerstin (giugno 2009).

## Filmografia
- Sunes jul - Serie TV (1991)
- Närkontakt, cortometraggio (1997)
- Längtans blåa blomma - Serie TV (1998)
- Fucking Åmål - Il coraggio di amare (Fucking Åmål), regia di Lukas Moodysson (1998)
- Där regnbågen slutar, regia di Richard Hobert (1999)
- Sherdil, regia di Gita Mallik (1999)
- Skärgårdsdoktorn - Serie TV (2000)
- Födelsedagen, regia di Richard Hobert (2000)
- Eva & Adam - Serie TV (2000)
- Il bacio dell'orso (Bear's Kiss), regia di Sergei Bodrov (2002)

## Doppiaggio in Italia
Rebecka Liljeberg è generalmente doppiata da Domitilla D'Amico.

## Riconoscimenti
- 1999 - Guldbagge
  - Miglior attrice per Fucking Åmål - Il coraggio di amare (Fucking Åmål)